# Erste Bank Open 2013
Erste Bank Open 2013 byl tenisový turnaj pořádaný jako součást mužského okruhu ATP World Tour, který se hrál na krytých dvorcích s tvrdým povrchem komplexu Wiener Stadthalle. Konal se mezi 14. až 20. říjnem 2013 v rakouské metropoli Vídni jako 39. ročník turnaje.
Turnaj s rozpočtem 501 355 eur patřil do kategorie ATP World Tour 250. Nejvýše nasazeným hráčem ve dvouhře byl devátý tenista světa Jo-Wilfried Tsonga z Francie, kterého v semifinále vyřadil nizozemský hráč Robin Haase.

## Dvouhra

### Nasazení hráčů
| Země    | Hráč                  | ATP1) | Nasazení |
| ------- | --------------------- | ----- | -------- |
| Francie | Jo-Wilfried Tsonga    | 9.    | 1.       |
| Německo | Tommy Haas            | 12.   | 2.       |
| Itálie  | Fabio Fognini         | 17.   | 3.       |
| Německo | Philipp Kohlschreiber | 23.   | 4.       |
| Česko   | Radek Štěpánek        | 39.   | 5.       |
| Francie | Gaël Monfils          | 42.   | 6.       |
| Kanada  | Vasek Pospisil        | 43.   | 7.       |
| Česko   | Lukáš Rosol           | 45.   | 8.       |

- 1) Žebříček ATP k 7. říjnu 2013.

### Jiné formy účasti na turnaji
Následující hráči obdrželi divokou kartu do hlavní soutěže:
- Martin Fischer
- Gerald Melzer
- Dominic Thiem

Následující hráči postoupili z kvalifikace:
- Mirza Bašić
- Ruben Bemelmans
- Ilija Bozoljac
- Miloslav Mečíř
  -  Jaroslav Pospíšil – jako šťastný poražený

### Odhlášení
Před začátkem turnaje
- Roberto Bautista-Agut
- Victor Hănescu
- Marinko Matosevic
- Jürgen Melzer (poranění ramena)
- Grega Žemlja

## Čtyřhra

### Nasazení párů
| Země               | Hráč                | Země      | Hráč             | ATP1) | Nasazení |
| ------------------ | ------------------- | --------- | ---------------- | ----- | -------- |
| Rakousko           | Alexander Peya      | Brazílie  | Bruno Soares     | 7.    | 1.       |
| Polsko             | Mariusz Fyrstenberg | Polsko    | Marcin Matkowski | 42.   | 2.       |
| Rakousko           | Julian Knowle       | Kanada    | Daniel Nestor    | 56.   | 3.       |
| Spojené království | Jamie Murray        | Austrálie | John Peers       | 66.   | 4.       |

- 1) Žebříček ATP k 7. říjnu 2013.

### Jiné formy účasti
Následující páry obdržely divokou kartu do hlavní soutěže:
- Andreas Haider-Maurer /  Gerald Melzer
- Maximilian Neuchrist /  Dominic Thiem

### Odhlášení
Před začátkem turnaje
- Jürgen Melzer

## Přehled finále

### Mužská dvouhra
- Tommy Haas vs.  Robin Haase, 6–3, 4–6, 6–4

### Mužská čtyřhra
- Florin Mergea /  Lukáš Rosol vs.  Julian Knowle /  Daniel Nestor, 7–5, 6–4